# Hanna Karlsson (löpare)
Hanna Karlsson, född 31 oktober 2003, är en svensk friidrottare (kortdistanslöpning och häcklöpning). Hon tävlar för IF Göta.
Vid Junior-VM i Cali, Colombia, i augusti 2022 deltog Karlsson på 400 meter häck, där hon kom på silverplats i finalen, efter att ha sänkt sitt personbästa med 1,5 sekund.
Vid 2021 års utomhus-SM vann hon silver på 400 meter häck.